# Comalies
Comalies — третий студийный альбом готик-метал-группы «Lacuna Coil», выпущенный 8 октября 2002 под лейблом Century Media.
Вокалистка группы, Кристина Скаббия, о работе над альбомом:
«У нас был просто взрыв вдохновения, и мы забыли обо всём остальном, полностью сконцентрировавшись на альбоме. Мы работали как в коме, своего рода, другом измерении. Сначала словом „кома“ мы и хотели назвать альбом, однако смысл полностью не раскрывался, поэтому мы использовали сочетание слов „кома“ и „ложь“ (lies)».

## Список композиций
1. «Swamped» — 4:00
2. «Heaven's a Lie» — 4:46
3. «Daylight Dancer» — 3:50
4. «Humane» — 4:12
5. «Self Deception» — 3:32
6. «Aeon» — 1:56
7. «Tight Rope» — 4:15
8. «The Ghost Woman And The Hunter» — 4:09
9. «Unspoken» — 3:37
10. «Entwined» — 3:59
11. «The Prophet Said» — 4:32
12. «Angels Punishment» — 3:56
13. «Comalies» — 4:59

Специальное издание альбома включает видеоряд о работе над альбомом, а также дополнительную композицию «Lost Lullaby». В ещё одно издание, выпущенное в 2004, включён дополнительный диск со следующим списком композиций:
1. «Heaven’s A Lie» (РRadio Edit) — 3:51
2. «Swamped» (Radio Edit) — 3:46
3. «Heaven’s A Lie» (Studio Acoustic) — 4:07
4. «Swamped» (Studio Acoustic) — 3:39
5. «Senzafine» (Studio Acoustic) — 3:29
6. «Unspoken» (Studio Acoustic) — 3:39
7. «Heaven’s A Lie» (WAAF Radio Acoustic) — 4:01
8. «Senzafine» (WAAF Radio Acoustic) — 3:15
9. «Aeon» (WAAF Radio Acoustic) — 1:59

## История релизов
| Страна   | Дата            |
| -------- | --------------- |
| Италия   | 8 октября 2002  |
| США      | 29 октября 2002 |
| Германия | 21 июня 2004    |

## Хит-парады
| Год  | Хит-парад              | Место |
| ---- | ---------------------- | ----- |
| 2004 | The Billboard 200      | #178  |
| 2004 | Top Independent Albums | #9    |
| 2004 | Top Heatseekers        | #9    |